# Isolda (grusza)
Grusza 'Isolda' – odmiana uprawna (kultywar) gruszy należąca do grupy grusz zachodnich. Odmiana o wczesnej porze dojrzewania, powstała we współpracy hodowców niemieckich i czeskich w Instytucie Sadownictwa w Pilnitz koło Drezna, ze skrzyżowania odmian Julius Guyot i Lipcówka Kolorowa. Do rejestru w Czechach została wpisana w roku 1998. Należy do najwcześniej dojrzewających odmian. Do Rejestru Odmian prowadzonego przez COBORU wpisana w 2008 roku.

## Morfologia
PokrójDrzewo rośnie umiarkowanie silnie. Korona szerokostożkowata, dość luźna o mocnych, równomiernie rozmieszczonych konarach, łatwa do formowania.
OwoceOd średnich do dużych, o kształcie dzwonkowatym, lekko wydłużone, bez przewężenia. Skórka zielona, po dojrzeniu przebarwia się na żółto, od strony nasłonecznionej pokrywa się czasem cynobrowym, paskowanym rumieńcem. Przetchlinki liczne, drobne, zielonkawe. Szypułka średniej długości. Kielich niebyt duży o wzniesionych działkach, zagłębienie kielichowe płytkie. Miąższ kremowobiały, soczysty, masłowy o korzennym aromacie, słodko-kwaskowaty.

## Zastosowanie
Odmiana letnia dojrzewająca w kilka dni po Lipcówce Kolorowej, polecana raczej do nasadzeń amatorskich.

## Uprawa
Wcześnie wchodzi w okres owocowania, owocuje obficie lecz z tendencją do przemienności, szczególnie po obfitym owocowaniu. Kwitnie wcześnie i obficie.

### Podkładka i stanowisko
Z pigwą według czeskich hodowców zrasta się dobrze i może być zalecana do gęstych nasadzeń. Powinna być uprawiana na dobrych stanowiskach, gdyż owoce są wówczas wyraźnie smaczniejsze.

### Zdrowotność
Na mróz średnio odporna, na parcha średnio odporna, wrażliwa na zarazę ogniową.

### Zbiór i przechowywanie
Zbiór owoców przypada na okres od początku do połowy sierpnia. Do spożycia nadają się zaraz po zbiorze. W chłodni przechowują się niezbyt długo do 2-3 tygodni, do września.